# Exact
Exact is een onderneming die software ontwikkelt gericht op de ondersteuning van organisaties. Het bedrijf vindt zijn oorsprong in Exact Software, een Nederlands softwarebedrijf opgericht in 1984.
Het in Delft gevestigde moederbedrijf is uitgegroeid tot een wereldwijde onderneming met vestigingen in 20 landen en meer dan 1.850 werknemers. Meer dan 500.000 bedrijven in de Benelux draaien hun administraties op software van Exact.

## Geschiedenis

### Oprichting
De ontstaansgeschiedenis van Exact Software begon in 1984.
De zes studenten Rinus Dekker, Arco van Nieuwland, Paul van Keep, Paul Frijling, Leo Schonk en Eduard Hagens kenden elkaar van hun bijbaan als freelancer bij het Delftse softwarebedrijf Grote Beer. Vijf van hen studeerden er op dat moment aan de Technische Hogeschool Delft, en Hagens in Tilburg. In 1984 grepen ze de kans aan om een eigen softwarebedrijf te beginnen. In een kantoortje boven een garage draaiden zij hun eerste boekhoudpakket in elkaar. Aanvankelijk gebeurde dit onder de naam "Epsilon Software", maar omdat deze merknaam al bleek te bestaan, werd dit al snel vervangen door de naam "Exact Software"

### Groei
Binnen tien jaar wist Exact Software in Nederland uit te groeien tot marktleider in software voor de financiële administratie. Het bedrijf ontving hiervoor in 1995 de Koning Willem I-plaquette voor 'jong ondernemerschap'. Exact schreef het succes zelf onder meer toe aan het feit dat het bedrijf programma's maakte die op de Nederlandse wet- en regelgeving waren toegesneden, en aan het hoge serviceniveau dat aan klanten werd geboden.
De groei van het bedrijf trad in de loop der jaren onder meer op door verschillende overnames. Zo nam Exact in 1994 zijn Delftse concurrent Grote Beer over, waardoor Exact vanaf dat moment een van de grotere softwareleveranciers van Nederland werd, met een jaaromzet van 100 miljoen gulden. In 2005 werden AllSolutions (software voor middelgrote dienstverleners en leveranciers in de non-profitsector) en Kooijman Software (actief in de bouw en het onderwijs) aan de reeks van overnames toegevoegd. Daarnaast bouwde Exact binnen Nederland ook een uitgebreid dealerkanaal op, met zowel grotere Exact-dealers (partners) als kleinere Exact-resellers. Onder de laatste bevonden zich ook verschillende zzp'ers (zelfstandigen zonder personeel) die zich vooral richten op Exact-consultancy.
De eerste overname van een buitenlands bedrijf vond plaats in 1989, het jaar dat de Belgische bedrijven Cubic en Cobul werden overgenomen. Verder werden er ook in Groot-Brittannië, Duitsland en Rusland Exact-kantoren geopend, waardoor in 1995 inmiddels zo'n 20% van de omzet buiten Nederland gehaald werd. Rond de jaarwisseling van 1996 en 1997 nam Exact de Duitse bedrijven Bavaria Soft en Szymaniak over, en in 1999 assimileerde Exact het bedrijf Soft Research, op dat moment de Duitse marktleider in salarispakketten. In 2002 nam Exact het Amerikaanse Kewill ERP over, en kreeg daarmee de producten JobBOSS, MAX en Alliance/MFG in handen. Het product JobBOSS had op dat moment een leidende positie in de Noord-Amerikaanse markt voor ERP-software.

### Beursgang
Hoewel speculaties over een eventuele beursgang in 1997 nog werden ontkend, verklaarde Exact een jaar later openlijk naar de beurs te willen. Van de totale opbrengst kwam er op dat moment 32% uit het buitenland, waardoor er werd overwogen naar de Amerikaanse Nasdaq te gaan. In juni 1999 was de beursgang een feit en werd Exact Holding NV beursgenoteerd aan de Euronext Amsterdam.
Een aanzienlijk deel van de aandelen bleef in handen van oprichters Dekker, Van Nieuwland en Hagens, die op dat moment alle drie nog voor Exact actief waren. In de periode die volgde zou Dekker zijn aandelen stukje bij beetje verkopen, tot hij laatste aandelen in 2009 van de hand gedaan had.

### Overname door Apax
In juni 2014 kwamen er geruchten over een mogelijk overnamebod. Er werd gesproken over een bod van 30 tot 35 euro per aandeel waarmee de totale waarde van Exact uitkwam op circa 800 miljoen euro. Grote aandeelhouders in Exact waren op dat moment oprichters Van Nieuwland en Hagens, met ieder 15% van de aandelen, Delta Lloyd (13,7%) en Silchester Investors (9,7%). In oktober kwam het bod op tafel. Eiger Acquisitions, een onderdeel van de Britse investeringsmaatschappij Apax Partners bood 32 euro per aandeel ofwel 730 miljoen euro in totaal. Het bod werd unaniem gesteund door de raad van bestuur en de raad van commissarissen van Exact en door aandeelhouders die samen zo’n 60% van de aandelen in handen hadden. De overname werd in februari 2015 afgerond, de beursnotering van Exact Holding werd per 31 maart 2015 beëindigd.
Medio 2017 kocht Exact de Nederlandse branchegenoot Reeleezee en Dièse Finance uit Frankrijk. Verder werden de Amerikaanse bedrijfsonderdelen Macola, JobBOSS en Max verkocht aan Eci Software Solutions. De verkoop van de drie bedrijven werd in het najaar van 2017 afgerond.
In 2018 nam Exact drie bedrijven in Nederland over:  Parentix (een leverancier van cloud-diensten), ProQuro (een leverancier van procurement-software) en SRXP (een leverancier van cloud-software voor het verwerken van declaraties). In 2019 nam Exact Bouw7 over (een leverancier van cloud-software voor het MKB in de bouwsector) en het Belgische WinBooks (software voor boekhoud- en bedrijfsbeheer).
In het najaar van 2020 kondigde Exact zowel de overname van de Belgische HR-softwareleverancier Officient als de acquisitie van UNIT4 Bedrijfssoftware aan, het bedrijfsonderdeel van Unit4 dat de accountancy-, mkb- en grootzakelijke markt in Nederland en België bedient.

### Overname door KKR
In februari 2019 wordt Exact overgenomen door investeerder KKR.

## Producten
Het eerste product, E-Account, was een softwarepakket voor het doen van de boekhouding. Dit pakket was vooral gericht op de detailhandel en het midden- en kleinbedrijf. Door de jaren heen ontwikkelden de producten van Exact zich tot een totaalpakket dat het hele bedrijfsproces kan ondersteunen: logistiek, projectmanagement, fabricage, distributie, klantenservice, salarisadministratie en personeelsmanagement. Kenmerkend is de modulaire opbouw van de software, waarbij klanten niet het volledige pakket aanschaffen, maar slechts die modules die voor hun bedrijfsproces van toepassing of gewenst zijn. Drie van de paradepaardjes van Exact zijn het ERP-pakket Exact Globe, het pakket Exact Synergy en het online (boekhoud)pakket Exact Online. Van deze drie richten de eerste twee zich op een wereldwijde markt, terwijl de laatste zich in eerste instantie beperkt tot Nederland en België.
Naast deze drie producten kent Exact door overnames ook verschillende regionale producten, zoals JobBOSS (meerdere regio's), ProAcc (België), Longview (Canada, Verenigd Koninkrijk, USA) en Orisoft (Thailand).

### Globe, Synergy, Online en Financials
Exact GlobeExact Globe is het ERP-pakket van Exact. Het beschikt over modules voor onder andere de financiële administratie, salarisadministratie, activa, betalingsverkeer (koppeling met telebankierprogramma's), relatiebeheer (CRM), offertebeheer, verkooporders, levering en facturering, voorraadbeheer, projectadministratie, productieadministratie (ook ATP- en MRP-berekeningen) en serviceadministratie. Specifiek voor de Nederlandse markt bestaat er tevens een "uitgeklede" versie van Exact Globe, onder de naam Exact Compact. Exact Globe + is de opvolger van Exact Globe Next en is beschikbaar vanaf 2022.
Exact SynergyHet pakket Exact Synergy is bedoeld voor CRM, HRM, PSA, DMS en workflow.
Exact OnlineVanaf november 2005 richt Exact Software zich op de markt voor internetboekhouden met het pakket Exact Online, een sinds 2008 SRA-gecertificeerd online boekhoudpakket. Het product werkt volledig via internet en behoort daarmee tot de softwarecategorie "Software as a Service" (SaaS). Het product is het snelstgroeiende product uit de bedrijfsgeschiedenis van Exact, en de aanloop bestaat voor 90% van de gevallen uit nieuwe klanten. Behalve voor de financiële administratie zijn er ook specifieke modules beschikbaar, bijvoorbeeld voor scholen (leerlingenadministratie) en verenigingen (abonnementen). Exact Online richt zich anno 2011 vooralsnog alleen op de Nederlandse en Belgische markt. Wel draaide er in 2010 gedurende enkele maanden een pilot in Turkije.
Exact FinancialsBoekhoudproduct dat financiële processen ondersteunt, en gekoppeld kan worden met andere software. Dit product richt zich op sectoren die veel administraties voeren, met veel transacties en verbijzonderingen.

## Techniek
De eerste MS-DOS-versies van Exact Software hadden een eigen databasesysteem, het Exact File System. De opvolger, Exact voor Windows, was beschikbaar op een BTrieve database en later optioneel op een Microsoft SQL Server 7.0-database. De hedendaagse pakketten Exact Synergy Enterprise, Exact Globe Next en Exact Compact draaien op Microsoft SQL Server 2000, 2005, 2008, 2012, 2014, 2016, 2017 en 2019.
Het is binnen Exact Globe & Synergy ook mogelijk om verschillende koppelingen te maken met externe systemen, hiervoor zijn verschillende technieken ontwikkeld zoals ASImport, Entity Services en SDK-componenten.
Verschillende rapportages worden vanuit Exact Globe direct naar Microsoft Excel geëxporteerd. Andere rapportages worden opgebouwd in Sumatra PDF of Crystal Reports. Door het gebruik van open databases kan de gebruiker gegevens exporteren en rapportages maken met externe hulpmiddelen, zoals de invoegtoepassing van Excel (Excel Add-In), Sumatra PDF of Crystal Reports.
Voor het genereren van Crystal Reports wordt ook wel de Jeff Net Report Runner gebruikt. In het pakket Exact Synergy Enterprise bestaat een integratie met Microsoft Reporting Services (SSRS).

## Bestuur
Oprichters Schonk, Frijling en Van Keep verlieten het bedrijf al vroeg; Schonk vertrok direct na zijn afstuderen naar Olivetti, en Frijling en Van Keep vertrokken enkele jaren later in 1993. Dekker, Nieuwland en Hagens bleven daarentegen nog lang nauw bij het bedrijf betrokken. Dekker - op 5 februari 2011 overleden- vertrok naar Curaçao om daar buitenlandse filialen te openen. Van Nieuwland en Hagens bleven deel uitmaken van het bestuur tot 2005, tot dit bestuur het in 2005 voor gezien hield na een bestuurlijke crisis. Aanleiding voor deze crisis was een "fundamenteel verschil van inzicht" tussen Hagens en de Raad van Commissarissen over de besturing van het bedrijf. Van Nieuwland nam in 2006 het initiatief voor Yuki waarmee hij in feite opnieuw administratiesoftware ging ontwikkelen.
Hagens werd als CEO opgevolgd door Rajesh Patel. In 2010 werd Patel opgevolgd door Martijn Janmaat, die deze functie als interim-CEO zou vervullen voor een periode van een jaar. In april 2012 werd Erik van der Meijden, die na de inlijving door KPN CEO van Getronics was geweest, benoemd tot CEO.
In 2017 stelt Exact de Britse Phill Robinson aan als nieuwe CEO, die eerder gewerkt had bij bedrijven als Salesforce en IRIS Software. In 2019 maakt Robinson bekend aan de ziekte van Parkinson te lijden. Aanvankelijk bleef hij aan als topman van het bedrijf, maar eind 2020 besloot hij toch een stap terug te doen, en trad hij toe tot de raad van toezicht als non-executive director. Zijn functie werd overgenomen door de Nederlander Paul Ramakers.

## Locatie
Het hoofdkantoor van Exact was lange tijd gevestigd aan de Poortweg in Delft, tegenover de Delftse vestiging van IKEA.
In september 2008 werd de eerste paal geslagen voor het nieuwe hoofdkantoor van Exact, pal langs de A13, in het Technopolis Innovation Park. Het nieuwe gebouw werd in juni 2010 geopend.

## Sponsor
- Exact is de persoonlijke sponsor van Formule 1 coureur Max Verstappen geweest van 21 augustus 2015[43] tot eind 2019.
- Exact fungeerde tweemaal eerder als sponsor in de Formule 1. In 1996 was Exact de persoonlijke sponsor van Jos Verstappen, in 2007 werd er een sponsorcontract aangegaan met het Spyker F1 Team.[44]
- Exact tekende vanaf 2005 een contract van drie jaar om samen met MAN sponsor[45] te zijn van het raceteam van Hans Stacey in de Dakar-rally.